# トマス・オズボーン (初代リーズ公)

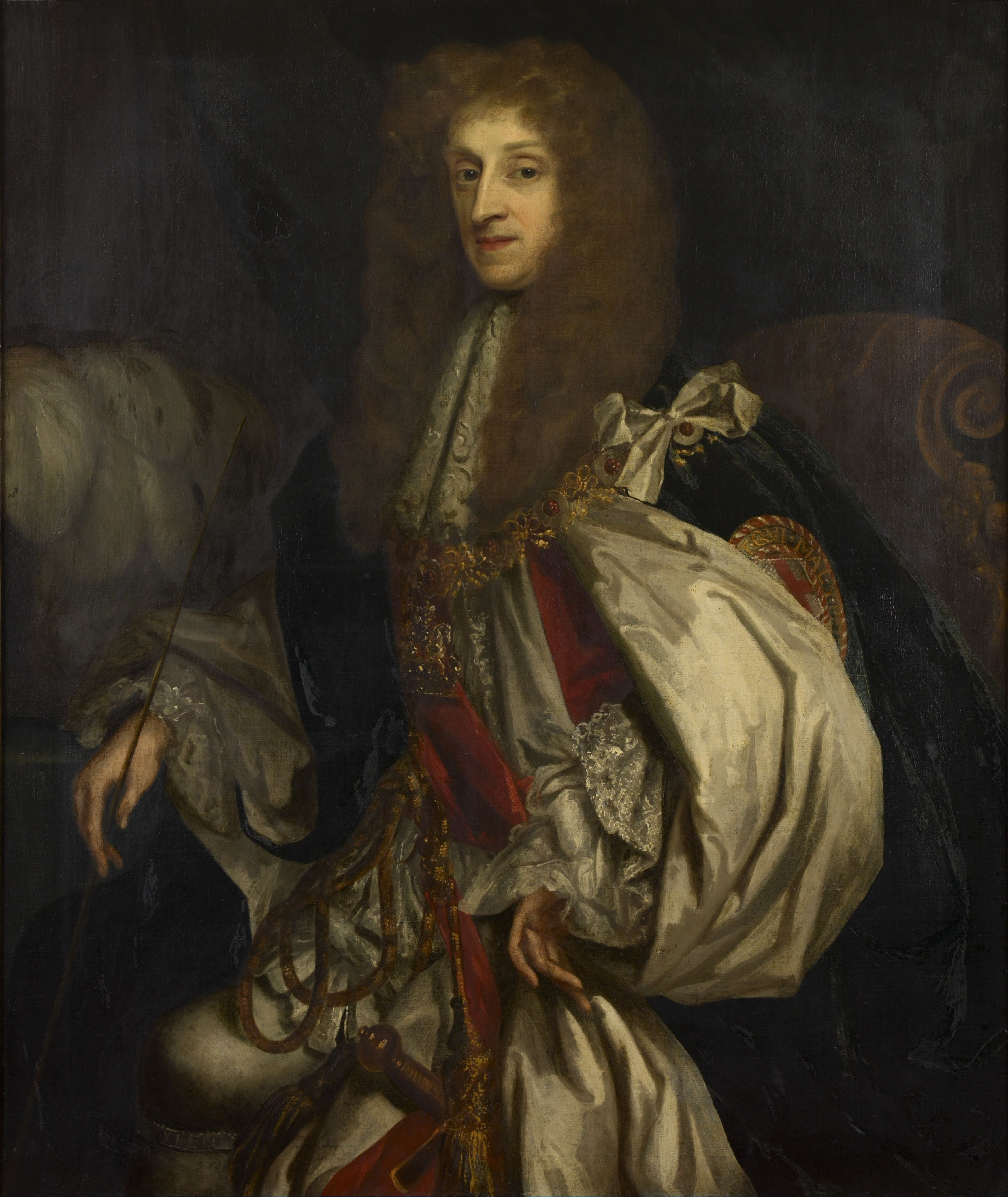
初代リーズ公トマス・オズボーン

初代リーズ公トマス・オズボーン（Thomas Osborne, 1st Duke of Leeds, KG, PC, 1631年2月20日 - 1712年7月26日）は、17世紀イングランドの政治家。イングランド王チャールズ2世の側近として活動、ウィリアム3世・メアリー2世夫妻の治世で公爵に叙爵された。ウィリアム・テンプルの妻ドロシー・オズボーンは従姉に当たる。
1665年、ヨークで庶民院議員に選出されたのをきっかけに政界へ進出、1668年に海軍財務長官、1673年に審査法で辞任したクリフォード男爵に代わって大蔵卿に就任、同年にラティマー子爵に叙爵された（しかし、すぐに次男のペレグリンに代えられた）。翌1674年にダンビー伯爵に叙爵、チャールズ2世の側近集団であったcabal（クリフォード男爵、アーリントン伯、バッキンガム公、シャフツベリ伯、ローダーデイル公）が分裂したため代わってチャールズ2世の側近となり、外交と議会運営に尽力した。
外交では親フランスだった方針を反フランスに転換、チャールズ2世の甥でオランダ総督ウィレム3世（後のウィリアム3世）とチャールズ2世の姪で弟ヨーク公ジェームズ（後のジェームズ2世）の娘メアリー（後のメアリー2世）の結婚を取り纏め、議会の反発を和らげた。一方、議会内部で宮廷党と呼ばれるグループを結成、与党勢力を作り上げて政局を安定させていた。しかし、1678年のカトリック陰謀事件の煽りでチャールズ2世の命令で行ったフランス王ルイ14世との密約が野党のホイッグ党に暴露され、翌1679年に失脚した。同年にロンドン塔に投獄されたが、1684年にホイッグ党の衰退により釈放された。
チャールズ2世が亡くなりジェームズ2世の治世になると専制に反対してオランダ総督ウィレム3世と連絡を取り合うようになり、1688年に6人の貴族（シュルーズベリー伯チャールズ・タルボット、デヴォンシャー伯ウィリアム・キャヴェンディッシュ、ラムリー男爵リチャード・ラムリー、ロンドン主教ヘンリー・コンプトン、エドワード・ラッセル、ヘンリー・シドニー）と共にウィレム3世・メアリー夫妻を招聘、名誉革命のきっかけを作り北部のヨークシャーを押さえた。この功績で翌1689年にカーマーゼン侯爵に叙爵、同年枢密院議長に任命され政権運営を担い、1694年にリーズ公爵に叙爵された。しかし、同年にウィリアム3世がホイッグ党を登用してジャントー政権を樹立するようになると影響力を失い、翌1695年に収賄の罪を議会に弾劾され、1699年に議長を辞任、1712年に死去。長男のエドワードに先立たれたので、リーズ公爵は次男のペレグリンが継いだ。
トマスが結成した宮廷党は政党として発展、後のトーリー党へと変化した。

## 子女
1651年、第2代リンジー伯爵モンタギュー・バーティの娘ブリジットと結婚、9人の子を儲けた。
1. エドワード（1655年 - 1689年） - ラティマー子爵
2. 息子（1657年）?
3. アン（1657年 - 1722年） - ロバート・コークと結婚、ホレイショ・ウォルポールと再婚。
4. ペレグリン（1659年 - 1729年）
5. ブリジット（? - 1718年） - 初代プリマス伯爵チャールズ・フィッツチャールズと結婚、ヘレフォード主教フィリップ・ビッセと再婚。
6. キャサリン（生没年不詳） - ジェームズ・ハーバートと結婚
7. ソフィア（1661年 - 1746年） - ドノー・オブライエンと結婚、初代レオミンスター男爵ウィリアム・ファーマーと再婚。
8. マーサ（1664年 - 1689年） - 第2代バース伯爵チャールズ・グランヴィルと結婚。
9. 娘（生没年不詳、夭折）